# Анатолиј Лебед
Анатолиј Вјачеславович Лебед познат по надимку Тоља (рус. Анатолий Вячеславович Лебедь; Валга, 10. мај 1963 — Москва, 27. април 2012) био је руски гардијски потпуковник, херој Руске Федерације (2005). Учествовао је у совјетском рату у Авганистану, рату на Косову и Метохији, инвазији на Дагестан, Другом чеченском рату и рату у Грузији (2008).

## Биографија

### Совјетска војна служба
Анатолиј Вјачеславович Лебед је рођен 10. мај 1963. у граду Валга у Естонији. Његов отац Вјачеслав Андрејевич Лебед је учествовао у Стаљинградској бици, што је пресудно утицало да се и Анатолиј определи за војну каријеру. Војни рок је служио 1981. године у Литванији и Казашкој Совјетској Социјалистичкој Републици. Прошао је Војну ваздухопловно-техничку школу Ломоносов и постао дипломирани инжењер летења 1986. године.
Учествовао је у рату у Авганистану (1986-1987) као део летачке посаде хеликоптерског пука. Потом је служио при совјетским снагама у Источној Немачкој, забајкалском и сибирском војном округу.

### Војна служба у Руској Федерацији
Из активне у резервну службу је прешао 1994. године, када је наставио да ради при добротворном фонду за ветеране рата у Авганистану. Заједно са групом руских добровољаца је отишао на Косово и Метохију, где се борио у саставу 549. моторизоване бригаде Војске Југославије. Иако нема много података о његовом ангажману, добровољац Алберт Андијев га је овако описао:
Било је занимљиво пратити њега у ситуацијама ван борбе. Могао сам да приметим како нешто ради са цвећем или се слика. (...) Био је тврд на језику, није имао никакав праг толеранције у односу са надређенима. Оно што је требало да каже, увек је рекао. Зато није био омиљен у команди. У борбу је ишао првенствено са момцима који су били на одслужењу војног рока. Он је био борац, водио тимове, никад није био у пословима штапског пискарала.— Алберт Андијев, добровољац у 549. моторизованој бригади Војске Југославије, 1
Лебед је са учествовао у инвазији на Дагестан, где одлази 1999. године у саставу комбиноване милиције, коју снабдева сопственом опремом. У време Другог чеченског рата, пријављује се за обнову професионалне војне службе и у октобру 1999. године потписује нови уговор са Министарством одбране. Учествовао је у преко 10 операција у Чеченији од 1999. до 2007. године.
На једном задатку 2003. године, нагазио је на мину што је довело до тога да му нога буде ампутирана. Одбио је да напусти војну службу и наставио да изводи падобранске скокове. Поново је рањен 24. јануара 2005. године при једној антитерористичкој патроли.
Председник Руске Федерације Владимир Путин је 6. априла 2005. године, тада капетану Лебеду доделио орден Хероја Руске Федерације. За показану храброст током рата у Јужној Осетији 2008. године, одликован је Орденом Светог Георгија IV реда, од стране председника Руске Федерације Дмитрија Медведева.
Лебед је погинуо 27. априла 2012. године у Москви, у саобраћајној несрећи док је возио мотор као страсни бајкер.

## Медаље и одликовања

### Руска и совјетска одликовања
- Херој Руске Федерације (6. април 2005)
- Орден Светог Георгија IV степена (18. август 2008)
- Три Ордена за храброст (28.04.2000, 02.02.2004, 26.01.2007)
- Три Ордена црвене звезде
- Орден за службу Отаџбини и Оружаним снагама СССР III степена (1991)
- Јубиларна медаља 70. година оружаних снага СССР (1986)
- Медаља за одличну војну службу
- Медаља за беспрекорну службу
- Напрсни знак "Интернационалистички ратник"
- Медаља „15 година од повлачења совјетских трупа из Демократске Републике Авганистан“ (2004)

### Страна одликовања
- Орден "Пријатељство народа" (ДР Авганистан)
- Медаља "Ратнику-интернационалисти из захвалног авганистанског народа" (ДР Авганистан, 1988)